# 運用 (鉄道)
運用（うんよう）とは、鉄道において車両や乗務員を実際に運行する列車に割り当てることである。鉄道運行計画の中で、車両の割り当て方に関する計画を車両運用計画、乗務員の割り当て方に関する計画を乗務員運用計画という。本項目では、鉄道における運用の計画について解説する。

## 概要
鉄道は列車ダイヤに基づいて運行されているが、ダイヤを実際に実行可能なものとするためには、その裏づけとなる実際の車両と乗務員が必要となる。運行に必要となる車両や乗務員の数は鉄道営業のコストに直結するものであるため、できる限り少ないことが望ましい。一方で車両には定期的な検査の必要性、乗務員には勤務時間や休憩時間といった様々な制約条件があり、さらに車両に関しては、駅の番線の数等に起因する物理的な制約も存在する。こうした様々な制約条件を満たしながら、与えられた列車ダイヤを実現できる運用計画を考案する必要がある。
運用の計画は車両運用計画（JRではA運用と呼ばれる）と乗務員運用計画（JRでは運転士の運用がB運用、車掌の運用がC運用と呼ばれる。一部の私鉄などでは運転士と車掌の組み合わせが常時固定されたMCペア制を採っている。）に分けられ、制約条件に若干の違いがあるが、問題の性質としては似通っているため、本稿でまとめて解説する。

## 運用計画の基本的な考え方

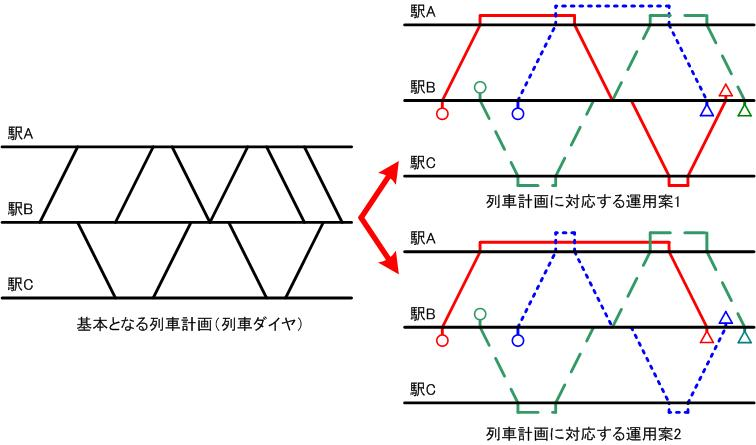
図1　運用案の例

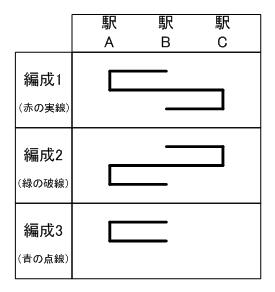
図2　箱ダイヤ

図1に簡単な列車計画（列車ダイヤ）と、それに対応した運用の案を2種類示す。右側の運用案の図では、赤の実線、緑の破線、青の点線がそれぞれ同一の編成または乗務員を用いて運転される列車であることを示している。この例では駅Bの位置に車両基地が存在するものとしている。なお、丸で示した記号は車両基地から本線への出発（出区）を、三角で示した記号は車両基地への本線からの到着（入区）を意味し、日本の鉄道事業者では一般的に用いられているものである。
本来、列車ダイヤを見れば同時刻に最大で2本の列車が運行されているだけであるので、2組の編成・乗務員で運行できるが、実際には列車の所在地の関係で3組の編成・乗務員が必要となっている。
この例では、駅Aでの折り返しの関係を変えたために、赤の実線と青の点線で表される編成や乗務員が割り当てられる列車が異なってきている。非常に単純な列車ダイヤである場合を除けば、この例のように1つの列車ダイヤに対して複数の異なる運用案が考えられ、実際の鉄道の膨大な数の列車に対してはその組み合わせだけの運用案が存在することになる。この運用案の中から、制約条件を満たしてかつ所要の編成と乗務員が少なくなるような計画を考えることが運用計画の目的である。
作成された運用計画は、箱ダイヤと呼ばれる形式の図表にまとめられる。図2に図1の運用案1に対応した箱ダイヤの例を示す。箱ダイヤでは同一の場所（駅）を縦に揃えて、編成や乗務員の移動を1本の折れ曲がった線で示している。実際にはこれに各列車の列車番号、折り返し駅や乗務の交代駅などの時刻や、出区・入区（出勤・退勤）時刻、1日の実働時間や走行距離といった情報が書き込まれている。同一の編成や乗務員で運転される一連の列車の組み合わせのことを行路（または仕業）と言う。
各編成や乗務員は毎日同じ行路で運用されるわけではなく、異なる行路に順に割り当てられる。行路に割り当てられる順番のことを交番という。運用計画は、行路の作成と交番の作成の2つに大きく分けられ、交番の作成のことを特に区別する時は交番計画（または充当計画・割当計画）と呼ぶ。交番はおおむね一定の順序となっているが、乗務員の休暇や車両の臨時の修理などの関係で必ずしも順序に沿わないこともあり、随時変更されるものとなっている。

## 運用計画の制約条件と評価
運用計画に関する制約条件と、どのような運用がよいかという評価指標は、車両運用計画と乗務員運用計画で異なっている。

### 車両運用計画の制約条件
車両運用計画には、以下のような制約条件がある。

#### 編成と列車の1対1対応
列車が運行可能であるためには、ダイヤ上の全ての列車に編成が1対1で割り当てられなければならない。ただし増解結を伴う列車については1対1ではなく、1本の列車に複数の編成を割り当てることになる。この場合は編成の向きや種類に特別の注意を払う必要がある。

#### 編成の割当可能条件
編成の種類によって運用可能な路線や列車が限定される。
- 電化・非電化の別（直流・交流などの電化方式）
- 保安装置（ATSやATCの種類、列車選別装置など）
- 軸重
- 車両限界
- 編成長と有効長、ドアカット設備の有無
- 最高速度、加減速性能
- 線路等級
- 接客設備（特急形車両、近郊形車両、通勤形車両など）

その他にも、剛体架線を使用しているためにパンタグラフ2個装備車に限定されているJR東西線や、北陸本線の直流化に伴って地元負担で製造されたために運用区間が限定されているJR西日本521系電車など、様々な条件がある。

#### 時刻と場所の連続条件
同一編成で割り当てられている列車は、その前後の始終着駅の時刻と場所が連続していなければ実現可能な運用ではない。この条件を満たすためには、ある駅から出発する列車の数と到着する列車の数は一致していなければならない（増解結の場合は例外）。列車ダイヤ上でこの条件が満たされていない場合は回送列車の設定が必要となる。ただし列車ダイヤ上は発着数の条件を満たしていても運用上の都合により回送列車の設定が必要になる場合もある。

#### 番線数
同時に同一駅・車両基地に存在している編成数がその駅・車両基地の番線数を超える運用計画は実行不可能である。たとえば図1の運用例では、運用案1でも2でも駅Aに同時に2本の列車が停車している時間帯があるので、駅Aに最低2本の線路が存在していなければならない。この場合、駅Aに連続して2本の列車が到着していてその間に出発する列車がないので、列車ダイヤ上必ず駅Aに2本以上の線路を必要としている。列車ダイヤ上は必要ではなくても、運用計画のやり方によっては必要となる番線数が増えることがある。
運用計画で番線数の条件を満たすことができない時には、列車ダイヤを変更して到着列車と出発列車の時刻を変えるか、新たに回送列車を設定して番線の空いている他の駅や車両基地に編成を待避させる必要がある。

#### 最低折り返し時間
終着駅で折り返すには、乗務員が反対側の乗務員室に移動する時間など、最低限必要な所要時間がある。到着番線と出発番線が異なっていて、入換を必要とする場合はさらに所要時間が延びる。

#### 検査・清掃周期
法令上の規制により、車両は走行距離や時間などの条件に応じて定期的に検査を実施する必要がある。また、鉄道事業者の内規などにより車両の清掃に関しても定期的に実施する必要がある。検査のうち、全般検査や重要部検査については、検査の周期が長く検査にかかる時間も長いため、該当する車両を交番から外して検査するのが普通であり、車両運用計画で直接的に考慮することは少ない。交番検査や仕業検査については検査周期も所要時間も短いため、車両運用計画上で検査に必要な時間だけ車両基地に滞在する時間を挿入した行路を用意するか、交番の中で必要な検査が行われるように考慮する。

#### 行路の接続条件
後述する交番計画の関係上、行路同士の接続条件が必要となる。図1では全ての行路が駅Bで始まり駅Bで終わる運用となっているが、実際には他の駅や車両基地で一晩留め置く運用を計画することがある。この留め置きを滞泊と呼ぶ。滞泊する運用を計画する場合は、滞泊する場所で終わる行路と始まる行路の数が一致していなければ交番計画を作成できなくなる。

#### 他社車両の運用
他社の路線と直通運転を行う場合、他社の車両を営業列車として利用すると車両使用料を支払う必要がある。相互直通運転の場合は、乗り入れ会社間で走行距離をあわせて相殺することで、現金での支払いに代える事例が多い。そのため、各社の走行距離を合わせるように運用を組む必要がある。
この場合、どの運用にどの会社の車両が入るかを決めておく事例（事業者によって車両が異なる地下鉄に多い）と、東武鉄道が導入した6050系を野岩鉄道や会津鉄道も導入したように、各社で同じ形の車両が共通運用する事例がある。

### 車両運用計画の評価
どのような車両運用計画がよいかは、以下のような観点で評価される。

#### 所要編成数
列車ダイヤを実行するのに必要な編成数は少ない方がよい。これは、必要な編成数がコストに直結するためである。ただし、検査期間を考慮したり臨時列車の設定や、折り返しの時間を削減して詰めることは、ダイヤが乱れた時に到着列車の折返し遅れに波及しやすくなるため、ある程度の余裕は見込む必要がある。

#### 回送設定回数
回送列車はコストを発生するのみで運賃収入が得られないため、極力設定を避けている。

#### 検査・清掃回数
車両の検査は法令で一定の期間・走行距離内に実施することが定められているが、最低の期間・走行距離は定められていない。毎日検査や清掃を実施する運用計画を作れば必ず条件を満たすことができるが、検査や清掃には作業要員を必要としてコストが掛かる上、その時間はその編成を列車を走らせるために使うことができなくなる。このため、検査や清掃が不必要に行われないように、周期ぎりぎりまで運用される計画が一般的である。ただし、ダイヤが乱れた時に運用が変更されても検査期限の違反は許されないため、ある程度の余裕は必要となる。

#### 入換や作業の回数
折り返し駅で到着番線と出発番線が異なる列車を同じ運用にすると入換作業が発生する。また需要に応じて柔軟に編成の増解結を行うことはコスト削減と乗客サービスを両立することができるが、増解結作業そのものの手間がかかる。

### 乗務員運用計画の制約条件
乗務員運用計画には以下のような制約条件がある。

#### 乗務員と列車の対応
列車が運行可能であるためには、ダイヤ上の全ての列車に乗務員が割り当てられなければならない。ただし車両運用計画と異なり、列車と乗務員の対応は必ずしも1対1である必要はなく、1対多であってもよい。この場合乗務を担当する1人以外は単に移動のために乗車することになる。乗務を担当せずに移動のためにだけ列車に乗車することを便乗と呼び、車両の回送に相当する。列車ダイヤの設定が必要となる回送と異なり、便乗の設定は乗務員運用計画の中で行える。
なお、車両運用計画や構内作業計画で入換を設定した場合は、入換にも乗務員を割り当てる必要がある。

#### 乗務員の割当可能条件
乗務員によって運用可能な路線や列車が限定される。これは法的な免許によって規制されるものと、鉄道事業者の内規によるものがある。一般に鉄道事業者では路線と車両形式の組み合わせで乗務員ごとに乗務可能な運用を限定している。新たな路線や車両形式で乗務するためには一定の訓練を行うことになっていることが多い。

#### 時刻と場所の連続条件
同一乗務員で割り当てられている列車（便乗を含む）は、その前後の始終着駅の時刻と場所が連続していなければ実行可能な運用ではない。ただし、車両基地と駅が近接している場合などに、その間を徒歩で移動する運用を考慮することがあり、連続条件が絶対である車両とは異なっている。さらに通常考慮することはないが、ダイヤが乱れた時の緊急対応として近隣鉄道路線やバス、タクシー、自家用車（鉄道事業者の事業用自動車を含む）などを利用して乗務員を送り込むことがある。

#### 乗継条件
折り返し駅や途中の駅で乗務を引き継ぐ場合は、引き継ぎに一定の時間が必要となる。これは列車ダイヤにも影響するため、途中駅での引き継ぎは場所が限られていることが多い。

#### 勤務条件
乗務員は人間であるため、法令および事業者の就業規則・労働組合との間で締結された労働協約などで定められた労働条件を遵守する必要がある。これに関して出勤時刻・退勤時刻・実労働時間・拘束時間・休憩時間等を考慮する必要がある。休暇に関しては交番で考慮することになる。また安全上の配慮から、連続乗務時間や連続乗務距離を制限して一定の休憩時間をはさんだり、在宅での休養時間を一定以上確保したりといった制約がある。

#### 泊行路と日勤行路
夜遅くの列車や朝早くの列車に乗務するために、乗務員が事業者の乗務員宿泊所に泊まる行路を設定することがあり、これを泊行路と呼ぶ。これに対して出勤と退勤が同じ日に収まる行路を日勤行路と呼ぶ。泊行路では泊地が宿泊施設の所在地に限られる。また泊行路・日勤行路ともに、出勤と退勤の場所はその乗務員の所属区所でなければならない。
運転士は安全上の制約から長時間の連続乗務がないので、長距離列車は多くの運転士が交代で運転している。このため運転士の泊行路は1泊2日に限定されている。これに対して車掌は、長距離の夜行列車などを始発駅から終着駅まで乗務することがあり、遠隔地での滞泊をはさんで長距離列車の折り返し運用に就くような、2泊以上に渡る行路が設定されることがある。
なお、乗務員運用では泊行路に関して滞泊の前後の行路を一緒に計画しているため、車両運用における行路の接続条件の制約は直接には存在しない。

### 乗務員運用計画の評価
どのような乗務員運用計画がよいかは、以下のような観点で評価される。

#### 所要乗務員数
列車ダイヤを実行するのに必要な乗務員数は少ない方がよい。これは、必要な乗務員数がコストに直結するためである。乗務員数はすなわち行路数を意味する。車両運用と同じく、折り返し時間や休憩時間などをぎりぎりに設定すると遅延が波及しやすいため、ある程度の余裕が必要となる。

#### 便乗設定回数
便乗は労働時間に含まれるが実働していないため、設定が少ないように配慮する事例が多い。

#### 乗継回数
乗継が多い運用は引き継ぎ時間が多く必要になるだけではなく、ダイヤが乱れた時に車両は到着しているが乗り継ぐ乗務員が到着していないなどといった問題を生じやすい。このため車両と乗務員が長く一緒に運用される事業者もある。車両と乗務員が一緒に運用されることを共回し（またはA運用とB運用が共通であることを強調してAB共回し）という。

#### 勤務時間のばらつき
各行路間で勤務時間や休憩時間、泊行路の睡眠時間などがばらついていないことが基本的である。これは乗務員間の公平性に関係するが、多少のばらつきは交番を通じて調整される。また、泊行路で夜遅くの列車で到着した乗務員は翌朝早い列車に乗務させることを避けるといった細かい配慮も行われる。

## 行路計画の作成
行路の作成においては、泊行路や折り返し駅など、一番制約が厳しくなる箇所から列車の組み合わせを作っていく。制約を満たせない時は、回送列車の設定を検討したり、泊行路を日勤行路に代替できないか検討したりといった方法を取る。どうしても制約を満たした行路計画を作成できない時は列車ダイヤを変更することになる。
続いて、そのようにして作った行路の断片をつなぎ合わせて1日の行路を組み立てていく。検査周期、勤務時間といった諸条件を考慮しながら試行錯誤で条件を満たした行路を計画することになる。
なお、長大な鉄道路線で車両基地や乗務員所属区所が複数存在している場合や、他路線への乗り入れが存在している場合には、関連している車両基地・乗務員区所の間でどこにどの列車の運用を割り当てるかの考慮が最初に必要となる。割当可能条件により担当区所が限定されることもあるが、複数の区所が受け持ち可能な場合は区所間での運用の受け持ちを変更することで制約条件を満たせるようになることがあり、複雑な計画となる。
平日ダイヤと休日ダイヤを分けて設定している路線では、行路計画も平日行路と休日行路のそれぞれで設定する。
臨時列車の運行に対しては、計画段階で考慮されている予定臨時列車である場合は、あらかじめ行路計画に含んでおくことがある。一方で、運転期日が少ない臨時列車や突発的な臨時列車の場合は、所定の行路を大幅に変更したり、臨時列車対応専用の新たな行路を設定したりして対応する。
行路計画の作成は運行計画の作成担当部署が中心になるが、現場の実情を反映するために各区所との調整・修正が繰り返し行われて最終的な行路計画となる。

## 交番計画の作成

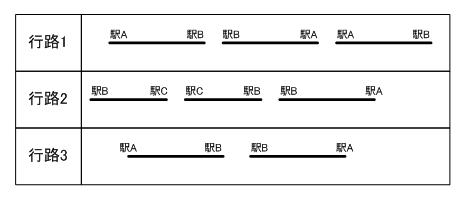
図3　交番順序表（横棒）

行路計画がまとまると交番計画を作成する（充当計画・割当計画）。この際に多くの行路を受け持つ区所では、行路をある程度のまとまりごとに分割してそれぞれに交番を作る。このまとまりのことを交番組または単に組という。
各交番組に含まれた行路を並べて交番順序表を作成する。図3に単純な交番順序表の例を示す。図3は、駅Aと駅Bの間の列車を3往復、駅Bと駅Cの間の列車を1往復担当している交番組に対するものである。3つの行路を含んでいる例であるが、実際の交番組ではもっと多くの行路を含んでいるのが通常である。交番順序表はその形から横棒と通称される。横棒の各項目は箱ダイヤの運用を表す線を横に伸ばしたものとなっており、図3では省略されているが、列車番号や時刻などの記載がある。行路1の終わりと行路2の始まりがともに駅Bになっており、これは行路1が駅Bでの滞泊で終わって、その翌日行路2が駅Bから始まることを示している。この交番組を担当することになった編成・乗務員は、行路1から行路3の順番で運用されることになる。ただし前述した通り、乗務員に関しては滞泊する行路は泊行路として最初からまとめて取り扱われている。
交番順序表では、検査や休暇の予定も考慮される。車両運用における検査は、行路の中で一定時間を検査に割り当てているものと、交番順序の中で行路を設定しない日を含めることで割り当てているものがある。乗務員運用では一定の間隔で乗務員に休暇を与える必要があり、これは交番順序の中で休暇を設定することで対応している。
なお、交番順序表に従って運用した時に、前述した車両運用や乗務員運用に関する制約、特に検査周期と勤務条件を遵守できるように計画しなければならない。また、車両運用に関しては乗務員運用のように所属区所に毎日（日勤行路の場合）帰らなければならないという制約はないが、運用中に故障が発生して修理の必要がある場合に所属車両基地への回送、代走車両の手配などの問題があるため、短い期間ごとに所属車両基地へ戻ってくる運用が望ましいとされる。
平日ダイヤと休日ダイヤの設定がある場合は、交番順序の計画はさらに複雑なものとなる。乗務員運用では、平日と休日の日勤行路をそれぞれ計画しておき、泊行路については平-平行路・平-休行路・休-平行路・休-休行路の4パターンの行路を作成するのが基本である。これに対して車両運用では1日ごとに行路を区切って考えているために、平日行路1から休日行路2へつなげられるかどうかなど、ありうる全ての組み合わせに対して制約条件を満たしていることを確認した交番計画を作る必要が生ずる。
基本的には交番順序表に従って運用が行われるが、車両を特別に修理したい場合や全般検査などの長く掛かる検査をする場合、乗務員の都合による休暇の設定の場合など、随時交番順序表に拠らずに代わりの編成や乗務員を充てることになる。
交番計画は、主にそれぞれの車両基地や乗務員所属区所で作成されている。

## 運用変更
ダイヤが乱れた際には、運用を随時変更して対処する。到着列車が遅延していて、その列車の運用に充てられていた編成や乗務員を使って運転する予定の出発列車に遅延が波及しそうな時に、代わりの編成や乗務員を準備して運行させることが代表的な対処法である。運用変更に関しては運転整理を参照。
一般に、乗務員運用は便乗で必要な乗務員を柔軟に送り込むことができる上に番線の制約がないので、運転整理時の制約はそれほど厳しくない。これに対して車両運用では編成の移動に必ず列車ダイヤと乗務員の裏づけが必要で、強い制約条件となる。

## 移り変わり運用
ダイヤ改正が行われる場合、全ての列車が日をまたがずに運行されている路線であれば、ダイヤ改正前の行路とダイヤ改正後の行路をつなぐことができるかを検討した上で、必要に応じて交番の変更、行路の一部修正などを行って対処する。
これに対し、夜行列車の運転があり、列車の運行中に新しいダイヤへ移行しなければならない場合、より複雑な対応が必要となる。そのような路線では、ダイヤ改正前日の夕方頃から、列車ダイヤそのものが「移り変わりダイヤ」と呼ばれる特別なものに移行することがあり、改正前にも改正後にも該当しないダイヤでの運行となる。運用計画もこれに対応して移り変わり運用を計画して実行しなければならない。ただし夜行列車の運転がない路線でも翌日の車両運用の関係から移り変わりダイヤを採用する場合がある。
大規模なダイヤ改正になると車両の転属が行われることがあり、転属のための回送列車が多数設定される。運用計画ではこの転属回送にも対処する必要がある。

## 運用計画のシステム化
現在、運用計画へのコンピュータシステムの導入が進展している。これは人間の手作業ではミスが発生しやすく大変な作業となる制約条件チェックなどをコンピュータで自動的にサポートするものであり、計画そのものは人間が考えて入力するものが多い。箱ダイヤや横棒といった形式での帳票を自動的に印刷してくれる機能もある。
さらに本格的に計画作業そのものを自動化する取り組みも行われている。車両運用計画に関しては行路計画と交番計画を一括して巡回セールスマン問題の形でモデル化して解くもの、乗務員運用計画に関しては行路計画を集合被覆問題の形で、交番計画を制約プログラミングの形でモデル化して解くものが知られている（参考文献参照）。車両と乗務員でモデル化が異なっているのは、乗務員の行路は所属区所に毎回戻ってこなければならないという制約があることに起因している。

## 間合い運用
間合い運用とは、次の運用に入るまでの間合い（次の列車までの時間）を利用して他の列車の運用にその車両を割り当てる運用のことである。
また、運用計画上で、列車Aと列車Bを同じ運用（行路）にすることを「列車Aを列車Bにつなぐ」、または折り返し運用であることに着目して「列車Aから列車Bに回す」などと称する。また運用計画そのもののことを「回し」と呼ぶことがある。「うまく回せない」とは「うまく運用計画を作ることができない」という意味である。
特急料金や急行料金などが必要な特急・急行列車など、料金を徴収する列車用の車両はその列車にのみ用いるように運用計画を作成することが基本であるが、運用計画の効率を上げるなどの目的により、普通列車に充当することもある。このような例は間合い運用で見られる。逆に本来料金徴収列車用でない車両を料金徴収列車に充当することは旅客サービス上の問題があるため避けるべきであるが、様々な理由により設定されることがあり、鉄道ファンから遜色列車（遜色特急、遜色急行）と俗称される。